# Seleção Polonesa de Rugby Union
A Seleção Polonesa de Rugby Union é a equipe que representa a Polônia em competições internacionais de Rugby Union.

## História
A Polônia fez sua estreia internacional contra a Alemanha Oriental em 1958, em Łódź, vencendo por apenas um ponto, 9 a 8. No mesmo ano ainda jogou contra a Alemanha Ocidental em Krasnoyarsk, derrotando por 11 a 3. No ano seguinte, jogou duas partidas no Dinamo Stadion, em Bucareste, derrotando a Checoslováquia e sendo derrotada pela Romênia.
Eles derrotaram a Alemanha Oriental em Grimma em 1971, seguido de uma longa sequencia de vitórias, vencendo partidas contra a Holanda, Marrocos, Checoslováquia e União Soviética, voltando a perder contra a Itália em Treviso, quando perdeu por 28 a 13.
A Polônia tentou se classificar para a sua primeira Copa do Mundo ainda em 1989. Entrou direto na fase 3. Apesar da estreia vitoriosa contra a Bélgica, foi derrotada pela Espanha e pelos Países Baixos, ficando de fora da Copa do Mundo de Rugby Union de 1991. Nas eliminatórias da Copa do Mundo de Rugby Union de 1995, foi eliminada pela Rússia, após vencer a Geórgia. Em 1997 a Polônia ficou de fora da Copa de 1999 ao perder para as seleções da Ucrânia, Holanda e Romênia. No ano de 2001, conseguiu um de seus melhores resultados quando venceu a Alemanha, Noruega, Suécia e Letônia, mas caiu na segunda fase, quando perdeu para a seleção portuguesa. Nas eliminatórias da Copa de 2007, passou pela primeira fase ao vencer Sérvia, Malta, Suíça e Bulgária. Na fase final, perdeu para a Espanha, Moldávia e Países Baixos, vencendo seu único jogo contra a Andorra. Em 2008, começou a disputar o Torneio Europeu das Nações 2008-2010, jogando na divisão 2A. Apesar do vice-campeonato, ficou de fora da Copa do Mundo de Rugby Union de 2011.

## Confrontos
Registro de confrontos oficiais contra outras seleções
| Adversário          | Jogos | Vitórias | Empates | Derrotas | Pontos feitos | Pontos sofridos | Aproveitamento (%) |
| ------------------- | ----- | -------- | ------- | -------- | ------------- | --------------- | ------------------ |
| Alemanha            | 6     | 2        | 0       | 4        | 77            | 112             | 33,3%              |
| Alemanha Ocidental  | 3     | 3        | 0       | 0        | 68            | 24              | 100%               |
| Andorra             | 3     | 3        | 0       | 0        | 102           | 32              | 100%               |
| Bélgica             | 6     | 6        | 0       | 0        | 157           | 72              | 100%               |
| Bulgária            | 1     | 1        | 0       | 0        | 49            | 10              | 100%               |
| Croácia             | 2     | 2        | 0       | 0        | 20            | 14              | 100%               |
| Checoslováquia      | 21    | 11       | 1       | 9        | 243           | 217             | 54,7%              |
| Dinamarca           | 3     | 3        | 0       | 0        | 76            | 41              | 100%               |
| Espanha             | 16    | 6        | 0       | 10       | 207           | 320             | 37,5%              |
| Itália              | 7     | 1        | 0       | 6        | 49            | 165             | 14,29%             |
| Letônia             | 4     | 4        | 0       | 0        | 189           | 35              | 100%               |
| Malta               | 3     | 3        | 0       | 0        | 103           | 32              | 100%               |
| Marrocos            | 8     | 6        | 0       | 2        | 121           | 67              | 75%                |
| Moldávia            | 2     | 1        | 0       | 1        | 43            | 55              | 50%                |
| Noruega             | 1     | 1        | 0       | 0        | 74            | 0               | 100%               |
| Países Baixos       | 19    | 11       | 2       | 6        | 311           | 273             | 63,1%              |
| Portugal            | 7     | 3        | 0       | 4        | 111           | 134             | 42,8%              |
| República Tcheca    | 8     | 3        | 1       | 4        | 161           | 184             | 43,75%             |
| Romênia             | 20    | 2        | 0       | 18       | 200           | 645             | 10%                |
| Rússia              | 2     | 0        | 0       | 2        | 18            | 113             | 0%                 |
| Sérvia e Montenegro | 3     | 1        | 0       | 2        | 42            | 42              | 33,3%              |
| Suécia              | 11    | 10       | 1       | 0        | 306           | 77              | 95,45%             |
| Suíça               | 2     | 2        | 0       | 0        | 35            | 23              | 100%               |
| Tunísia             | 4     | 3        | 0       | 1        | 67            | 60              | 75%                |
| Ucrânia             | 7     | 0        | 0       | 7        | 77            | 141             | 0%                 |
| União Soviética     | 3     | 0        | 0       | 3        | 18            | 60              | 0%                 |
| Total               | 172   | 88       | 5       | 79       | 2847          | 2948            | 52,6%              |